# Deontologia
La deontologia, dal greco δέον -οντος  (deon) e -λογία (loghìa), è letteralmente lo "studio del dovere", cioè la trattazione filosofico-pratica delle azioni doverose e la loro codificazione.

## Definizione
Pur studiato già nell'ambito della Ragion pratica di Kant, il neologismo filosofico è stato usato per la prima volta nell'opera  Deontology or the Science of Morality (pubblicata postuma nel 1834) di Jeremy Bentham (1748-1832) che così chiamò la sua dottrina utilitaristica dei doveri.
"Consultando l'Oxford English Dictionary e il Wordreference Dictionary on line emerge che:
A) l’italiano etica, intesa al singolare come filosofia morale, si traduce in inglese con ethics;
B) l’italiano etica, intesa al plurale come corpus di principi morali di una specifica professione si traduce in inglese in 2 modi:
B1) deontological ethics o deontology ovvero deontologia
B2) professional ethics ovvero deontologia professionale". Il termine è, quindi, entrato in uso per indicare il complesso delle norme di comportamento non giurisprudenziali che regolano la pratica di una professione. 
Nel termine derivato "deontologico" la filosofia spesso intende la contrapposizione tra ciò che riguarda il "dover essere" ("il mondo dell'etica") dall'"ontologico", ("il mondo della realtà", dell'"essere in quanto tale") e in senso più ampio tra ciò che si vorrebbe essere e ciò che si è. All'opposto dell'etica "autonoma e trascendente, operante come
limite esterno al potere" esercitato, si colloca "un’etica di tipo – si
direbbe – hegeliano, discendente naturalmente dalla stessa eticità dello Stato.
Un’etica oggettiva, dunque, incarnazione ed espressione del potere stesso": ogni discorso deontologico, in questa seconda accezione diffusa "in qualsiasi società o ordinamento basato sul principio di autorità (...) finisce con lo sfumare nell’esercizio stesso del potere".
La deontologia si contrappone al consequenzialismo che determina la bontà delle azioni dal conseguimento di determinati scopi per i quali si possono trascurare le norme etiche: esse invece sono imprescindibili per chi opera secondo un'etica dei doveri come sono descritti nell'etica kantianamente autonoma, che ha cioè la legge di sé in sé stessa e che non può essere condizionata da nulla che intervenga dall'esterno.
Differenze del genere vi sono tra la deontologia e il probabilismo etico la dottrina - cui facevano frequentemente appello i Gesuiti nel XVII secolo - secondo cui, nei casi in cui l'applicazione di una regola morale sia dubbia, per non peccare basterebbe attenersi ad una opinione probabile.

## Nella storia del pensiero filosofico
L'obiettivo di Kant nella formulazione della deontologia era stabilire un sistema etico, che non dipendesse dall'esperienza soggettiva, ma da una logica inconfutabile. Quindi, la correttezza etica di un comportamento sarebbe un dovere assoluto e innegabile, alla stessa maniera in cui nessuno potrebbe negare "che due per due fa quattro".
Kant quindi assegna alla logica, attraverso l'imperativo categorico, il dovere di determinare la correttezza o meno di un'azione. Esso si fonda sull'idea della massima che divenuta universale contraddice se stessa. L'esempio adatto è quello di chi si rifiuta di aiutare gli altri, perché è indifferente alle loro sorti. Kant, in questo caso, ci dice che un mondo in cui ognuno pensi solo alla propria felicità è coerentemente immaginabile; Kant, tuttavia, ci mostra come una volontà che istituisse questo principio si auto-contraddirebbe, poiché ogni singolo perderebbe la possibilità di essere soccorso nel momento del bisogno e questo non è razionalmente desiderabile da alcuno.
Anche John Rawls è un deontologo. Il suo libro A Theory of Justice sancisce che dovrebbe essere creato un sistema di sana redistribuzione che segua un insieme di regole morali.
Altro deontologo è stato Arthur Schopenhauer, feroce critico della filosofia morale di Immanuel Kant nel suo saggio Il fondamento della morale.
Schopenhauer accusa Kant di riproporre sotto altre parole la morale teologica e che per evitare contestazioni, "con un minaccioso appello alla coscienza di chi dissente pretende di far tacere ogni dubbio" (Il fondamento della morale).
Per Schopenhauer l'imperativo categorico di Kant altro non era che una vera e propria contradictio in adiecto, poiché il concetto di dovere ha senso solo in relazione a una promessa di premio o a una minaccia di castigo. Stando così un imperativo può essere, per dirla alla maniera di Kant, soltanto ipotetico (condizionato a un premio o a una minaccia) e mai categorico (incondizionato).

## Deontologia professionale
La deontologia professionale consiste nell'insieme delle regole comportamentali, il cosiddetto "codice etico", che si riferisce in questo caso a una determinata categoria professionale. 
Talune attività o professioni, a causa delle loro peculiari caratteristiche sociali - si pensi ai medici, ai farmacisti, agli psicologi o agli avvocati - devono rispettare un determinato codice comportamentale, il cui scopo è impedire di ledere la dignità o la salute di chi sia oggetto del loro operato; dalla violazione di queste regole discenderebbe un danno anche alla collettività degli esercenti della professione, in termini di perdita di credibilità pubblica, definito come il problema del free rider. Ecco perché gli ordini professionali hanno elaborato codici di deontologia di cui sarebbero tutori mediante l'esercizio dei poteri disciplinari (vedasi il caso della deontologia forense).
Negli Stati Uniti d'America la deontologia giornalistica richiede un test di coerenza interna della notizia ed almeno una sua controprova da fonte diversa, per procedere induttivamente a trarne delle prime conclusioni: fino a quando non ottennero questa controprova, Bob Woodward e Carl Bernstein per mesi trovarono l'editrice del Washington Post contraria a pubblicare i loro articoli sul Watergate, che poi divennero uno storico pezzo di giornalismo investigativo e che causarono la caduta del presidente Richard Nixon.

### Etica pubblica
Per i soggetti coinvolti nella produzione delle leggi "è normale ricevere suggerimenti per modifiche o introduzione di norme", ma un alto tasso di etica pubblica richiede l'esercizio della "responsabilità di discernere e valutare se queste proposte hanno carattere di generalità o se avvantaggiano il tornaconto di singoli": in tal senso la deontologia professionale del politico interseca il problema della generalità ed astrattezza della norma.